# Comunicación humana

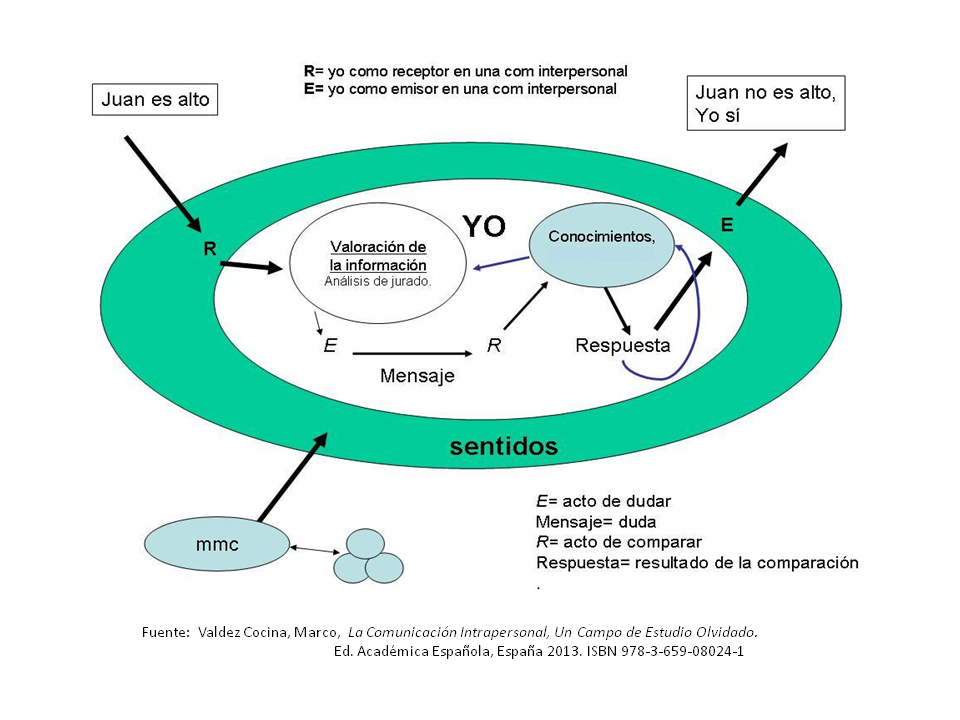
Esquema que describe el proceso de comunicación intrapersonal.

La comunicación humana es el campo dedicado a entender cómo se comunican los seres humanos, ya que el ser humano se comunica para transmitir información, manifestar sentimientos, influir en los demás y realizar acciones específicas.
La comunicación humana refuerza las relaciones sociales, enriquece a sus participantes y es el principal agente del desarrollo cultural. Su instrumento fundamental es el lenguaje verbal, pero las personas se comunican también por medio de gestos, movimientos, miradas, etc..
El estudio actual de la comunicación humana se divide en dos ramas: retórica y relacional. La comunicación humana retórica se enfoca primariamente en el estudio de la influencia; el arte de la comunicación retórica está basado en la idea de la persuasión. La comunicación humana relacional se encarga de la comunicación en una perspectiva trasnacional; dos o más personas coexisten alcanzando un acuerdo según la perspectiva.

## Tipos de comunicación humana
- con ellos mismos: comunicación intrapersonal
  - expresión: lenguaje corporal
- otra persona: comunicación interpersonal
- entre grupos: dinámica de grupo
- entre organizaciones: comunicación organizacional
- a través de culturas: comunicación culturalmente

## Intención informativa, intención comunicativa
Para que se produzca la comunicación, debe existir la intención de transmitir información; en caso contrario, se trataría de una transmisión accidental de información. Así sucede, por ejemplo, cuando un hablante revela su origen geográfico por su forma de hablar.
Al existir intención, se transmite información y se comunica también la intención de comunicar, es decir, de establecer contacto con otro. Esa intención comunicativa solo es efectiva cuando es reconocida por los demás.

## Papeles del emisor y del receptor
En el proceso de comunicación, el receptor debe descubrir, por medio de inferencias, la intención comunicativa e informativa del emisor, manifestada en el mensaje; es decir, ha de llegar a conclusiones partiendo de ciertas premisas.
Para que la comunicación resulte eficaz, emisor y receptor deben realizar un esfuerzo de cooperación; no solo es exigible la atención del receptor, sino que el emisor debe guiar el proceso del receptor, para que este no realice un esfuerzo desmedido de interpretación.

## Espacio común
Todo ser humano posee un conjunto de ideas con el que se enfrenta a la tarea de entender el mundo. En el proceso comunicativo, emisor y receptor tratan de crear un espacio común donde se encuentran las ideas de cambios. Cuando ese espacio no es total, surgen problemas en la comunicación. Pueden, por   ejemplo, producirse malentendidos cuando un hablante piensa que su interlocutor es una persona con determinadas características que realmente no posee.

## Código
En la comunicación verbal el código es la lengua que comparten emisor y receptor. Está formado por un sistema de signos y reglas de combinación.
Si bien la facultad del lenguaje es natural en los seres humanos y forman parte de su herencia biológica, las lenguas son productos culturales y, por tanto, convencionales en sus estructuras fónica, morfosintáctica y semántica.

## Contextos
El contexto es el conjunto de circunstancias, conocimientos y creencias pertinentes para producir e interpretar enunciados. Los elementos que constituyen el contexto han de ser compartidos por el emisor y el receptor para que se produzca el éxito comunicativo.

### Contexto lingüístico
El contexto lingüístico está constituido por el contexto y después de un enunciado. En ocasiones aclara el sentido (Te espero sentado en el banco del parque; banco = asiento) y su consideración es fundamental en palabras como los pronombres personales y los adverbios pronominales. En Si se lo dices así, se enfadará, las palabras se lo y así, no significan nada fuera de su contexto.

### Contexto situacional o situación comunicativa
El contexto situacional o la situación comunicativa es la realidad extralingüística en la que tiene lugar un acto comunicativo. En Cierra la puerta, adquiere sentido en un espacio interior en el que haya una puerta y se encuentre abierta.

## Figuras importantes
- Colin Cherry
- Jacques Derrida
- Wendell Johnson
- Marshall McLuhan
- Albert Mehrabian
- Carl Rogers
- Norbert Wiener
- José Luis Mota
- Ehuan Garcia